# دائرة تشاردونيريس
دائرة تشاردونيريس هي إحدى الدوائر الخمس في الإدارة الجنوبية في جنوب غرب هايتي. تتبعها ثلاثة بلديات ويبدأ رمزها البريدي بالرقم 85.